# Schienenlärmschutzgesetz
Das deutsche Schienenlärmschutzgesetz (SchlärmschG) soll beim Betrieb von Güterwagen auf Schienen den entstehenden Schall auf das Maß von Güterwagen mit Komposit-Bremssohlen oder Scheibenbremsen begrenzen.
„Laute Güterwagen“, also solche, die bei der Inbetriebnahme nicht den Anforderungen der Verordnung (EU) Nr. 1304/2014 entsprochen haben (§ 2 Abs. 1 SchlärmschG), dürfen ab 13. Dezember 2020 nicht mehr auf dem normalspurigen, öffentlichen deutschen Schienennetz fahren (§ 3 Abs. 1 SchlärmschG). Ausnahmen sieht das Gesetz für touristisch genutzte oder eisenbahnhistorische Güterwagen vor und zeitlich befristet aus technischen Gründen.
Mit Inkrafttreten der EU-Verordnung 1304/2014 zur TSI Lärm tritt am 15. Dezember 2024 ein EU-weites Betriebsverbot für laute Güterwagen in Kraft. Dieses verdrängt aufgrund des europäischen Anwendungsvorrangs die nationalen Vorschriften des SchlärmschG. Da die EU-Verordnung im Gegensatz zum SchlärmschG keine ordnungsrechtlichen Bestimmungen enthält, hat der Gesetzgeber ein neues Schienenlärmschutzgesetz erlassen. Das neue Schienenlärmschutzgesetz (SchlärmschG 2024) wurde am 10. Oktober 2024 im Bundesgesetzblatt Teil I Nr. 301 verkündet und tritt am 15. Dezember 2024 in Kraft. Es enthält eine Fortschreibung der bewährten ordnungsrechtlichen Bestimmungen des SchlärmschG (2017).